# Турхун
Турхун (Тархун) (trγwn, д/н — 710) — 4-й іхшид (володар) Согда в 705/707—710 роках. В китайських джерелах відомий як Тухунь.

## Життєпис
Походив з якоїсь гілки правлячої династії. Між 705 і 707 роками після смерті іхшида Мастан-Нав'яна обирається новим володарем середінших представників династії. Невдовзі затверджений китайським дудуфу (генерал-губернатором) області Кангю.
Підтвердив союз з Бухарською державою й Тюргеським каганатом. Разом з союзниками воював проти арабського валі Кутайби бін Муслама. Діяв спільно з худатами Вардану і Пайкенду, а також невідовим тюркським багапуром. Але 707 року в битві в місцині між Тарабом і Ромітаном союзники зазнали поразки від Кутайби. Падіння Бухари 709 року призвели до визнання Турхуном зверхності Омеядського халіфату.
Змушений був погодитися на діяльність у своїх землях мусульманських проповідників. У 710 році внаслідок антиарабського повстання повалений, запроторений за грати, де наклав на себе руки. Два його сини втекли до Деваштича, афшина Панджу, який вже діяв самостійно від іхшида. Новим володарем Согду став Уграк.